# Pleione praecox
Pleione praecox är en växtart som först beskrevs av James Edward Smith, och fick sitt nu gällande namn av David Don. Den ingår i jungfruskosläktet i familjen orkidéer. Inga underarter finns listade i Catalogue of Life.

## Utbredning
Arten återfinns från västra Himalaya till Indokina. Den odlas även som krukväxt i andra delar av världen.